# 弗里施
弗里施, 弗里許 或者 弗里希（Frisch）可以指：

## 人物
- 朗纳·弗里施（挪威語：Ragnar Anton Kittil Frisch，1895年3月3日－1973年1月31日），挪威经济学家。
- 奥托·弗里施（德语：Otto Frisch，皇家学会会士[1], 1904年10月1日－1979年9月22日），奥地利-英国物理学家。
- 馬克斯·弗里施（德文：Max Frisch，1911年5月15日－1991年4月4日），瑞士建築師、劇作家和小說家。
- 戴维·H·弗里施（英語：David Henry Frisch，1918年3月12日－1991年5月23日），德國女政治家。
- 卡尔·冯·弗里希（Karl Ritter von Frisch，1886年11月20日－1982年6月12日），奧地利動物行為學家。
- 罗丝·弗里施（英語：Rose Epstein Frisch，1918年7月7日－2015年1月30日），美國生理學家。
- 法蘭基·弗里許（英語：Frank Francis Frisch, 1898年9月9日－1973年3月12日），美國職業棒球大聯盟球員和經理。
- 赛勒斯·弗里施 （英語：Cyrus Frisch，1969年），荷蘭前衛電影導演。

|  | 本页或本分段罗列了姓氏为「弗里施」的人物。 如果是一个指代特定个人的内链将您引导到本页，請考慮修正該人物的名字以將链接指向正確的條目。 |